# Postmodern Jukebox
Postmodern Jukebox, também conhecido pelo acrônimo PMJ, é um coletivo musical fundado pelo arranjador e pianista norte-americano Scott Bradlee em 2011. A banda é conhecida por produzir versões cover de músicas populares em estilo vintage, remetendo ao início do século XX. O canal do grupo no YouTube ultrapassa 1 bilhão de visualizações e possui mais de três milhões de inscritos.

## Origens
A Postmodern Jukebox teve seu início quando Scott Bradlee começou a gravar vídeos com amigos próximos em um pequeno porão em seu apartamento em Astoria, no distrito do Queens, em Nova Iorque. Natural de Long Island, Bradlee passava por dificuldades após se graduar em jazz na Universidade de Hartford, em Connecticut, e conquistou seu primeiro trabalho viral em 2009, com um vídeo performando um medley de músicas da década de 1980 em estilo ragtime. Em 2011, ele então criou o precursor da Postmodern Jukebox, o projeto A Motown Tribute to Nickelback, que introduziu alguns nomes que viriam a fazer parte do coletivo atual, fundado no mesmo ano. O primeiro vídeo de sucesso com o novo nome data de 2012, enquanto o primeiro álbum foi lançado em 2013.

## Turnês
Desde sua formação, o grupo já excursionou por diversos países de cinco continentes diferentes. No Brasil, a banda se apresentou pela primeira vez em 2017, passando pelas cidades de Porto Alegre, Rio de Janeiro, Belo Horizonte e São Paulo. Em Portugal, o coletivo fez sua estreia em 2016 e retornou ao país em março de 2018.

## Discografia
Álbuns de estúdio